# United States Park Police
United States Park Police (USPP) är en amerikansk federal polismyndighet tillhörande USA:s inrikesdepartement som utför uniformerade polisuppdrag inom de områden som förvaltas av National Park Service, dvs USA:s nationalparker och nationalmonument.
Huvuddelen av USPP:s drygt 600 polismän återfinns i Washington, D.C., San Francisco, och New York.

## Uppdrag

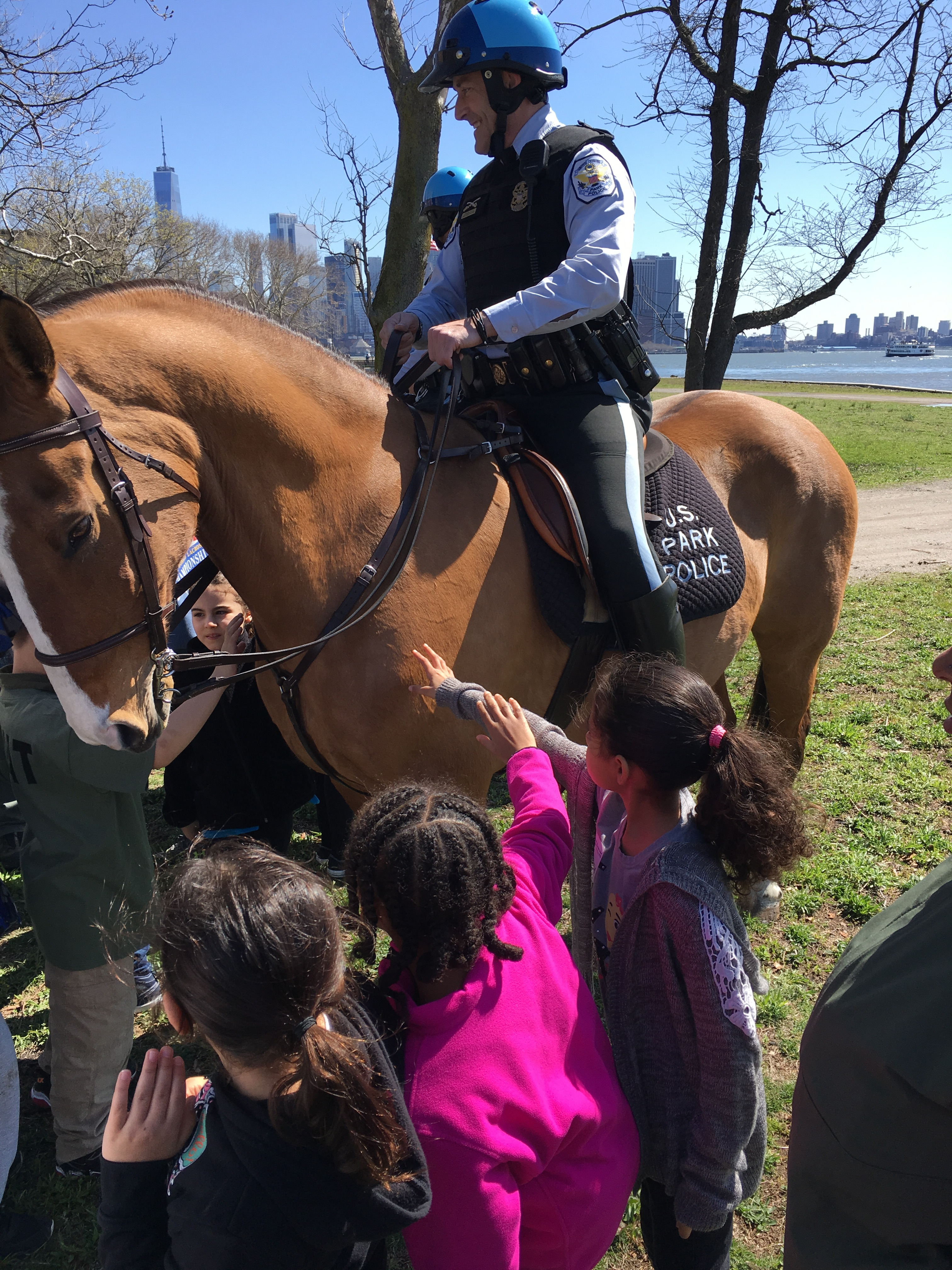
Barn klappar polishäst vid Frihetsgudinnan på Liberty Island i New York.

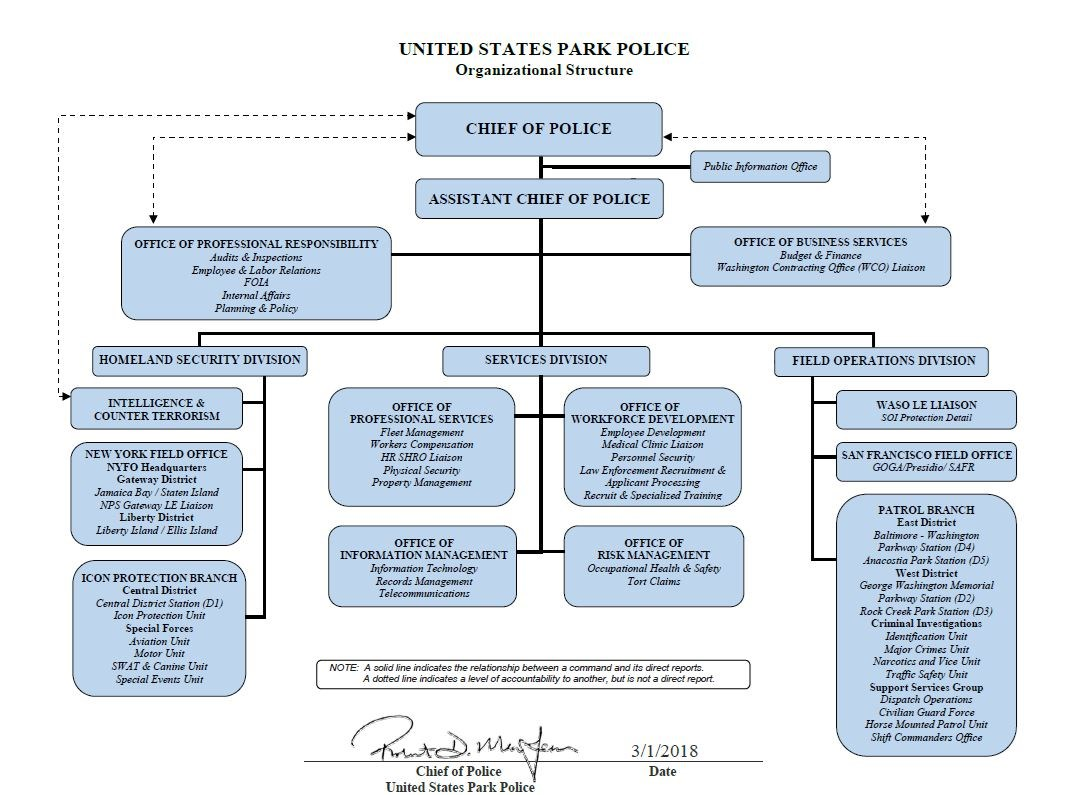
Organisationsschema.

U.S. Park Police grundades 1919, men släktskapet från föregångaren Park Watchmen från 1791 gör USPP till USA:s äldsta uniformerade polisstyrka. 
Bland de mer kända av de många områden där USPP har ansvar för allmän ordning och säkerhet finns National Mall (i vilket ingår Lincolnmonumentet och Washingtonmonumentet) och Rock Creek Park i Washington, DC samt Frihetsgudinnan i New York City.
USPP har enheter med ridande polis (engelska: Horse Mounted Patrol) i New York, San Francisco och Washington, D.C. Rytteriet inom USPP har funnits sedan 1934 och är en av de äldsta i USA och USPP utbildar poliser från hela USA i handhavande av hästar i samband med kravaller och liknande situationer. USPP ansvarar även för personskyddet för USA:s inrikesminister.

## Se även

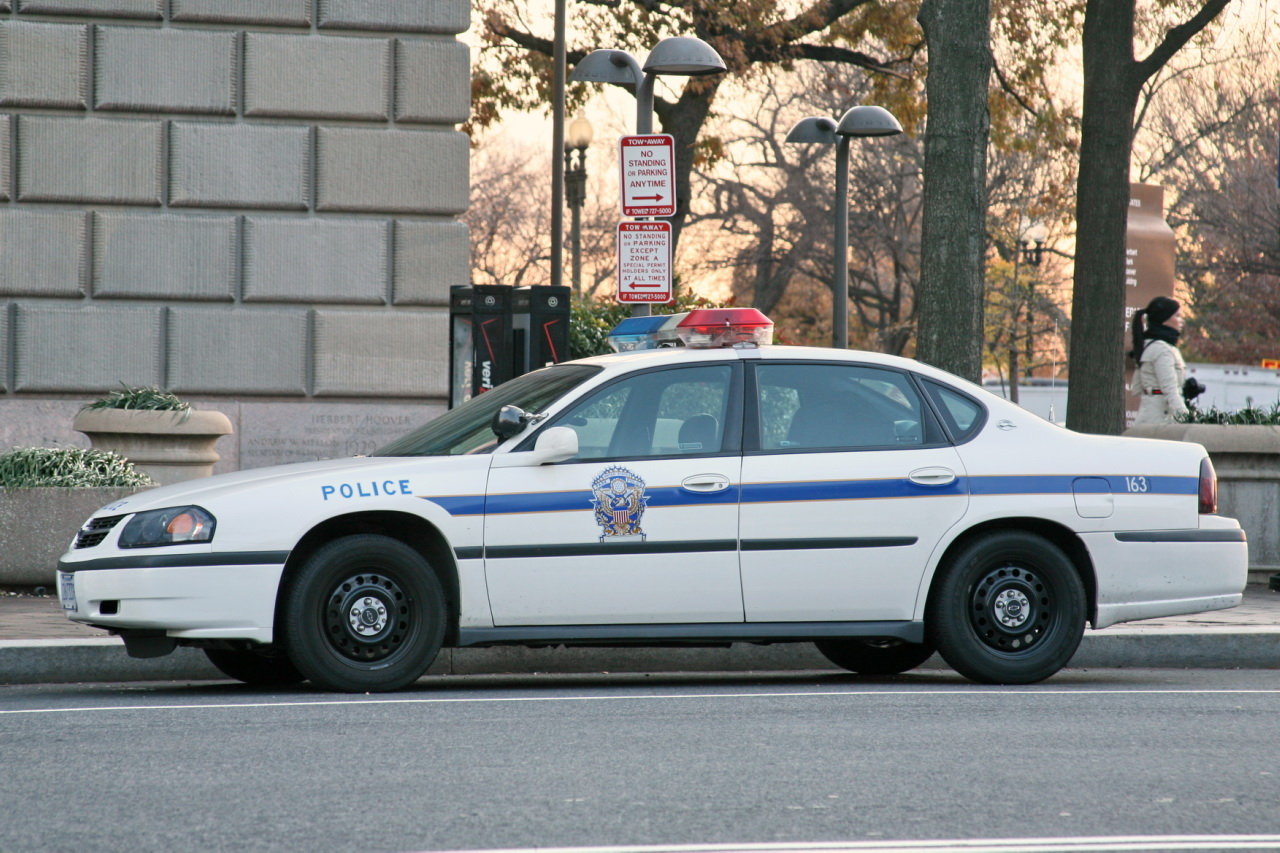
Polisbil från U.S. Park Police (Chevrolet Impala).

### Gradbeteckningar
| Titel                | Emblem |
| -------------------- | ------ |
| Chief of Police      |        |
| Assistant Chief      |        |
| Deputy Chief         |        |
| Major                |        |
| Captain              |        |
| Lieutenant           |        |
| Sergeant             |        |
| Private/Investigator | saknas |